# Giunta dell'Andalusia
La Giunta dell'Andalusia (in spagnolo: Junta de Andalucía) è, in virtù dell'articolo 24 dello Statuto di Autonomia del 1981 incluso nello Statuto del 2007, l'istituzione attraverso la quale si organizza l'autogoverno della autonoma dell'Andalusia, in Spagna. Si compone di tre parti: il parlamento dell'Andalusia, il presidente della Giunta dell'Andalusia e il consiglio di governo dell'Andalusia.

## Principi
La Costituzione spagnola del 1978 consacra una nuova organizzazione territoriale del Paese, dopo diversi decenni di dittatura franchista segnata da un'estrema centralizzazione. Il titolo VIII della Costituzione prevede che la Spagna, concepita come nazione indivisibile, sia organizzata in diversi livelli territoriali, comprese le comunità autonome, simboli di questo nuovo modello. Le comunità hanno i propri poteri pubblici, godendo del potere legislativo, nonché ampi poteri, esclusivi o condivisi con lo Stato.
L'Andalusia ha avviato la sua costituzione come comunità autonoma nel 1978. Il processo dura diversi anni e culmina con l'approvazione tramite referendum dello Statuto di Autonomia il 30 ottobre 1981, uno statuto promulgato dal re Juan Carlos I il 30 dicembre successivo.
Lo statuto, redatto nel consenso, definisce l'istituzione depositaria del diritto all'autogoverno dell'Andalusia: la Junta de Andalucía. Lo Statuto del 1981 recita così all'articolo 24, Titolo II: "La Junta de Andalucía es la institución en que se organiza políticamente el autogobierno de la Comunidad Autónoma."
Da allora, il mutevole contesto politico, economico e sociale in Spagna ha portato diverse comunità autonome a considerare il rinnovo dei loro statuti. L'Andalusia non è rimasta ai margini di questo fenomeno e ha redatto un nuovo statuto di autonomia, adottato con referendum il 18 febbraio 2007. Questo nuovo testo non modifica in alcun modo l'articolo 24 dello statuto del 1981, che è stato utilizzato letteralmente per parola nell'articolo 99 del testo riformato. La Junta de Andalucía è e rimane l'ente pubblico autonomo che detiene, all'interno dello Stato spagnolo, i poteri di autogoverno della comunità andalusa e della sua amministrazione.

## Organizzazione
Per l'esercizio del suo autogoverno, la Junta de Andalucía dispone di diverse istituzioni proprie: istituzioni governative e organi di consulenza e controllo. Le istituzioni governative sono più particolarmente responsabili dell'esercizio dei poteri devoluti dalla Costituzione spagnola del 1978 e dettagliati nel Titolo II dello Statuto di Autonomia. Questi poteri possono essere esclusivi (devoluti interamente dallo Stato), condivisi tra la Giunta e lo Stato o da essa delegata (la gestione delle competenze è poi affidata alla Giunta). Tutte le leggi e i regolamenti si applicano in tutta l'Andalusia e sono soggetti al rispetto delle leggi nazionali (Costituzione e leggi) e comunitarie.
La capitale dell'Andalusia è stata ufficialmente stabilita a Siviglia dall'adozione del nuovo statuto nel 2007. Ospita il Parlamento, il Presidente della Giunta e il governo.

### Istituzioni governative
Come richiesto dalla Costituzione spagnola nell'articolo 147, lo Statuto di Autonomia definisce le diverse istituzioni di autogoverno. Nell'articolo 99-1, lo Statuto di Autonomia distingue tre istituzioni: il Parlamento dell'Andalusia, la Presidenza della Giunta e il Consiglio di governo.
Il Parlamento rappresenta il popolo andaluso e detiene il potere legislativo della comunità. Esercita inoltre una missione di controllo sul governo e sui vari enti pubblici della comunità. Si trova all'Hospital de las Cinco Llagas a Siviglia.
Il Presidente, eletto dal Parlamento e nominato dal Re, è il capo dell'esecutivo andaluso. Dirige l'azione del governo - di cui nomina i membri - e ha autorità su tutta l'amministrazione autonoma. Rappresenta lo Stato nella comunità, di cui è il massimo rappresentante al di fuori di essa. La sua residenza ufficiale è il Palazzo di San Telmo a Siviglia.
Il Consejo de Gobierno (Consiglio di governo) costituisce il governo andaluso, detentore del potere esecutivo e regolamentare. È composto da vicepresidenti e consiglieri (equivalenti ai ministri del governo centrale) nominati dal presidente, che guida il consiglio. Sotto l'autorità del capo dell'esecutivo, definisce la politica comunitaria e dirige l'amministrazione autonoma. Il consiglio di governo è attualmente composto da quattordici dipartimenti (consejerías), ciascuno guidato da un consejero (consigliere).

### Istituzioni di consulenza e controllo
La Junta de Andalucía ha anche istituzioni pubbliche complementari, il cui ruolo è definito nel Capitolo VI del Titolo IV dello Statuto di Autonomia.
Il Difensore del popolo andaluso (Defensor del pueblo andaluz) è responsabile della difesa dei diritti e delle libertà degli andalusi e svolge un ruolo di mediazione tra i cittadini e l'amministrazione della comunità. Nominato dal Parlamento, lavora a stretto contatto con il Difensore civico, nominato dalle Cortes Generales (art. 128).
Il Consiglio consultivo (Consejo consultivo) è un organo indipendente che funge da consulente legale del Consiglio di governo e dei vari enti pubblici della Comunità (art. 129).
La Corte dei conti (Cámara de Cuentas), annessa al Parlamento, esercita il controllo di bilancio ed economico delle varie istituzioni locali e regionali della comunità (art. 130).
Il Consiglio dell'audiovisivo dell'Andalusia (Consejo audiovisual de Andalucía) garantisce il rispetto delle leggi e dei regolamenti nel campo dell'audiovisivo andaluso (art. 131).
Il Consiglio economico e sociale (Consejo económico y social) è un organo consultivo del governo andaluso, il cui scopo è quello di fungere da forum per il dibattito in campo economico e sociale (art. 132).

### Potere giudiziario
Il potere giudiziario, giurisdizione sovrana, è regolato dallo Stato, responsabile della redazione di leggi penali e civili. Il titolo VI della Costituzione e della Legge Organica 61/1985 relative alla magistratura definiscono l'organizzazione del potere giudiziario e le procedure per il reclutamento, la nomina e l'esercizio dei magistrati.
Tenuto conto del potere legislativo delle comunità autonome, sono coinvolte nella gestione del sistema giudiziario nel loro territorio. Tuttavia, questa partecipazione non mette in discussione l'unità della magistratura in Spagna, né la competenza esclusiva dello Stato in materia di organizzazione della giustizia. In Andalusia, il Tribunale superiore di giustizia dell'Andalusia costituisce il livello regionale del potere giudiziario ed è posto al vertice dell'organizzazione giudiziaria della comunità, fatti salvo il Tribunale supremo e il Tribunale costituzionale, corti supreme dello Stato. La nomina del suo presidente e del procuratore generale è pronunciata dal re, in nome del quale viene amministrata la giustizia, su proposta del Consiglio generale della magistratura previa consultazione con il Consiglio di giustizia andaluso, organo responsabile dell'amministrazione del sistema giudiziario in Andalusia (artt. 143 e 144).
La Giunta ha anche alcuni poteri giudiziari definiti nel Capitolo III del Titolo VI dello Statuto.

## Rapporti con lo Stato e altre comunità
Il Titolo IX dello Statuto regola i rapporti della Comunità autonoma dell'Andalusia con lo Stato, le varie comunità spagnole e l'Unione europea. Nell'ambito dei rapporti con lo Stato, la Giunta partecipa alle decisioni nazionali che interessano la comunità in campo economico e sociale attraverso una commissione paritetica bilaterale Stato-comunità e varie commissioni. Inoltre, la Comunità è rappresentata in Senato da diversi senatori, una parte dei quali è eletta dal Parlamento andaluso.
La comunità andalusa può anche suggellare accordi di cooperazione con altre comunità autonome spagnole. Questi accordi devono essere approvati dalle Cortes Generales.
Quanto ai rapporti con l'Unione europea, l'Andalusia non ha rapporti bilaterali diretti, riservati allo Stato. D'altra parte, quest'ultimo è tenuto a informare la Junta de Andalucía delle varie misure e negoziati che possono avere un impatto sulla comunità autonoma. La giunta è rappresentata anche nelle delegazioni ufficiali della Spagna presso l'Unione e ha una delegazione permanente a Bruxelles.